# Antoni Łaciak
Antoni Jan Łaciak (ur. 23 czerwca 1939 w Szczyrku, zm. 6 lutego 1989 w Katowicach) – polski skoczek narciarski, reprezentant Polski, olimpijczyk. Wicemistrz świata 1962 z Zakopanego. Mistrz i wicemistrz Polski. Były rekordzista kraju w długości skoku. Reprezentant klubu LKS Skrzyczne, a w czasie służby wojskowej – WKS Zakopane.
Pochodził z wielodzietnej rodziny. Był synem Józefa Łaciaka i Julii z domu Wieczorek. Miał trzech braci: Jana, Jakuba i Józefa i dwie siostry: Annę i Marię. W czasie II wojny światowej rodzina została wywieziona do Lysek pod Rybnikiem, a następnie do Niemiec, do Arolsen i zmuszona do pracy. Józef zmarł, Julia w 1945 powróciła do Szczyrku. 4 kwietnia 1964 Antoni wziął ślub z Marianną z domu Laszczak. Łaciakowie mieli dwóch synów: Ryszarda i Jakuba. Ryszard skakał na nartach, ale bez większych sukcesów. Został mechanikiem samochodowym, a jego młodszy brat tapicerem. Wnuczki Antoniego, Patrycja i Katarzyna, także jeździły na nartach. Łaciak miał także wnuka Szymona.

## Kariera
Po ukończeniu szkoły podstawowej Antoni Łaciak uczył się zawodu murarza i wstąpił do szczyrskiego LZS. Zaczął skakać w 1950, jego trenerem w klubie LKS Skrzyczne był jego krewny, Antoni Wieczorek. Oprócz narciarstwa zajmował się wówczas także siatkówką i pływaniem. Przygotowywał skocznie do zawodów. Ustanowił rekord skoczni na igelitowej skoczni w Warszawie. Na mistrzostwach Polski juniorów, rozgrywanych w dniach 11-14 stycznia 1954 w Karpaczu, uplasował się na 3. miejscu. W tamtym roku był także trzeci na zawodach skoków w Goleszowie. W 1958 na mistrzostwach Polski juniorów klasy „C”, w Wiśle, był szósty. Trener reprezentacji Mieczysław Kozdruń i trener klubowy Wieczorek zalecali mu sporo ćwiczeń gimnastycznych i akrobatyki, by zwiększyć jego sprawność. Spowodowane to było wysokim wzrostem Łaciaka. Więcej czasu niż na skoczni spędzał wtedy na sali gimnastycznej.

Na przykładzie Łaciaka doskonale widać, jak dużo zrobić mogą systematycznie prowadzone ćwiczenia akrobatyczne i ogólnorozwojowe. Pamiętam, że gdy pod moim okiem Antek rozpoczynał na małej skoczni pod Szczyrkiem narciarską karierę, był nad wiek wyrośnięty... i bardzo niesprawny, powiedziałbym wręcz ślamazarny. Dziś, zalicza się on do najbardziej wygimnastykowanych skoczków-specjalistów. Salto z miejsca w tył i w przód to dla niego fraszka.

### 1959/1960
W 1959 Łaciak był dziewiąty na zawodach w Oberwiesenthal, trzeci w lotach na skoczni Kulm i trzeci podczas Konkursu Narodów w Dydku, w Czechosłowacji. W 1960 był drugi w zawodach na igelicie w Warszawie. Łaciak zajmował czołowe lokaty w Pucharze Beskidów i Mistrzostwach Śląska. Startował często w Zakopanem, gdzie trafił podczas służby wojskowej do klubu WKS Zakopane.

### 1960/1961
W mistrzostwach Polski w Wiśle-Malince był 8. i 7. W mistrzostwach Śląska w Wiśle, odbywających się w dniach 28–30 stycznia zdobył tytuł wicemistrzowski. W zawodach o Puchar „Volkstimme” w Klingenthal, rozgrywanych 24 marca, był 25. Dwa dni później, w Oberwiesenthal, zajął 27. miejsce. W marcowym Memoriale w Zakopanem uplasował się na 20. pozycji.

### 1961/1962

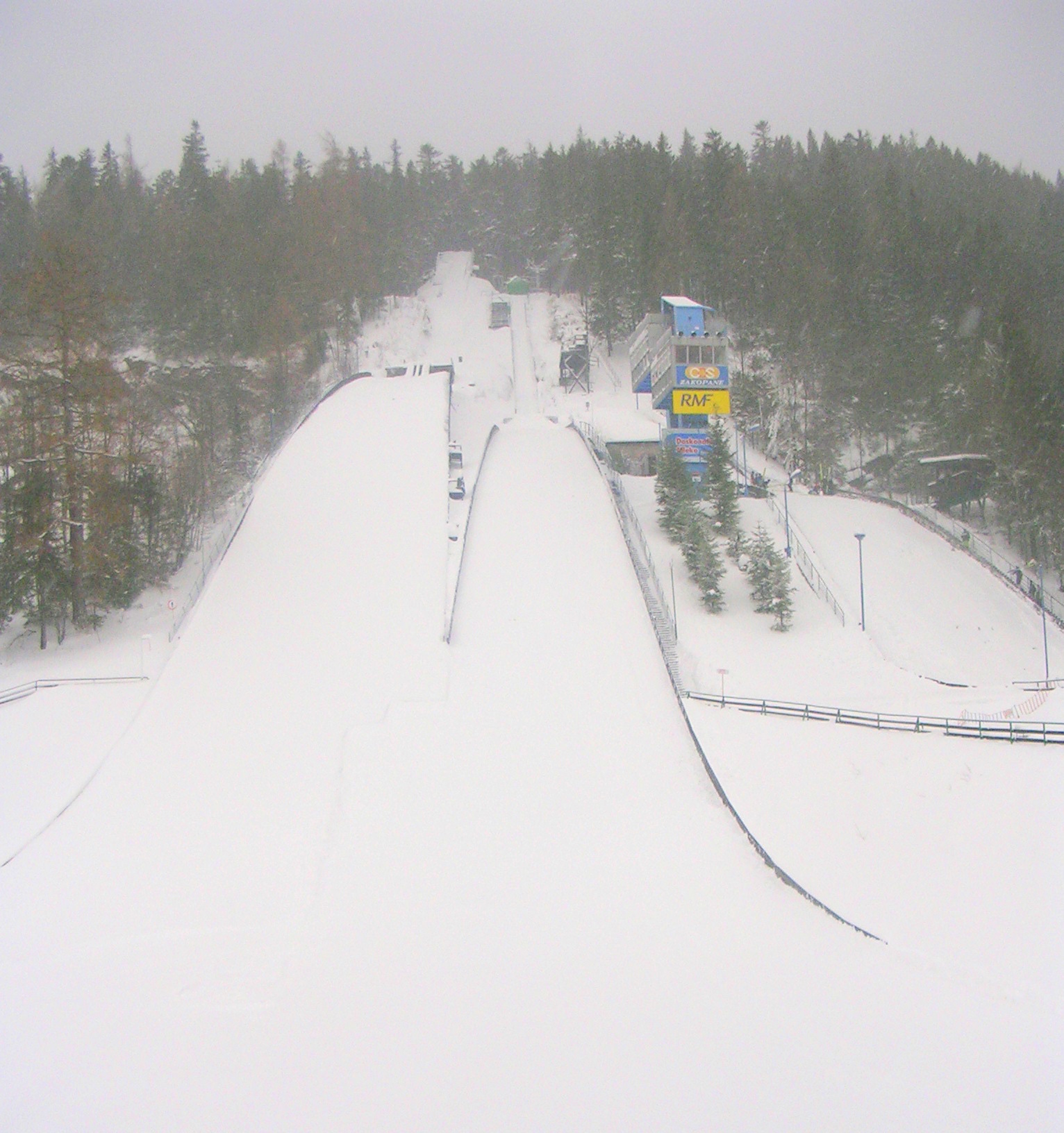
Średnia Krokiew, na której Łaciak zdobył srebrny medal mistrzostw świata

W tym sezonie zadebiutował w Turnieju Czterech Skoczni. W jego 10. edycji zajął 27. lokatę, z 786,9 pkt. W Oberstdorfie był 29, w Innsbrucku 39, w Garmisch-Partenkirchen 25, a w Bischofshofen 35., ex eauquo z Władysławem Tajnerem.
W międzynarodowym konkursie skoków w Zakopanem zajął 2. pozycję. Podczas V Międzynarodowych Konkursów Skoków o Puchar Beskidów, 19 stycznia w Wiśle-Malince, był drugi za Antonim Wieczorkiem, a 21 stycznia zwyciężył w drugim konkursie. Trener Kozdruń postanowił powołać go na mistrzostwa świata w Zakopanem.
21 lutego, w ramach zawodów FIS, odbył się konkurs skoków na Średniej Krokwi. Był on wcześniej dwukrotnie odwoływany z powodu opadów śniegu i silnego wiatru. Wzięło w nim udział 62 skoczków. Zawody przerwano tylko raz, w południe, na okres około jednej godziny. Podmuchy wiatru i opady śniegu stwarzały nierówne warunki dla zawodników. Przez pewien czas zasypane były tory najazdowe. Faworytem Polaków do walki o medale miał być Wieczorek. Jego upadek, kilka dni przed rozpoczęciem zawodów, odebrał gospodarzom nadzieję na sukces. Prowadzenie w konkursie, po skoku na 68 m, objął norweski skoczek Toralf Engan. Drugie miejsce po pierwszej serii, z rezultatem 68,5 m, zajmował Łaciak, który skakał na enerdowskich nartach marki Poppa, z numerem startowym 57. Sędziowie przyznali mu dość niskie noty. W następnej kolejce Polak miał 64,5 m i spadł na czwartą pozycję w klasyfikacji. Podczas trzeciej i ostatniej serii padał gęsty śnieg. Faworyt konkursu, Helmut Recknagel, wylądował na 71,5 m i wyszedł na prowadzenie. Łaciak uzyskał taką samą odległość i uplasował się w rankingu konkursu przed Niemcem, z łączną notą 222,5 pkt. Do noty skoczka zaliczano wówczas sumę punktów z dwóch najlepszych skoków. Kończący konkurs Engan uzyskał 70,5 m i został mistrzem świata, wyprzedzając Łaciaka i Recknagla. Łaciak, który uważał werdykt sędziów za niesprawiedliwy i twierdził, że to on jest mistrzem, na ramionach kibiców został zaniesiony do hotelu „Imperial”.

Zawdzięczam zdobycie medalu decyzji pójścia na całego w trzecim, najważniejszym dla mnie skoku. Bez ryzyka nie ma sukcesów! Kto odważnie ryzykuje, do tego zwykle uśmiecha się szczęście. Ja na przykład nigdy nie byłem poważniej kontuzjowany, choć najbardziej odpowiadają mi skoki na dużych skoczniach.

Cztery dni później odbył się konkurs na Wielkiej Krokwi, specjalnie przebudowanej na mistrzostwa świata. Kierownikiem skoczni był Stanisław Marusarz, kierownikiem konkurencji Józef Podstolski, a delegatem technicznym FIS Hans Renner. Pod skocznią zgromadziło się około 125 tysięcy kibiców, a według fachowców z całego świata konkurs należał do najpiękniejszych w historii narciarstwa. Znowu rozegrano trzy serie skoków. W pierwszej Recknagel osiągnął 97,5 m. Łaciak, mimo nie najlepszego stylu, skoczył pół metra mniej od Niemca. Fin Niilo Halonen, tak jak Recknagel, miał 97,5 m. Engan wylądował na 92,5 m. W drugiej części zawodów Recknagel z rękami daleko wyciągniętymi przed siebie skoczył 103 m, co było nowym rekordem Krokwi. Zdeprymowało to rywali, w tym i Łaciaka, który osiągnął 94 m i 94,5 m, zajmując ostatecznie 6. lokatę z notą 222,3 pkt.

Od 1952 r., tzn. od startu naszej reprezentacji w Oslo, nie opuściłem ani jednej olimpiady. Obserwowałem więc konkursy na skoczni holmenkollskiej, w Cortinie, w Squaw Valley, widziałem też mistrzostwa świata w Lahti i bez cienia przesady mogę powiedzieć, że tak pięknego, tak wspaniałego konkursu nie widziałem.

Łaciak otrzymał gratulacje od premiera Józefa Cyrankiewicza i 5000 złotych, jako nagroda za medal. Od tygodnika Sportowiec otrzymał tytuł Sportowego Odkrycia Roku, był laureatem „Sportowej Syrenki”, potem od redakcji Tempa oraz WKKFiT w Krakowie otrzymał nagrodę dla najlepszego sportowca województwa krakowskiego. Zajął 4. miejsce w plebiscycie Przeglądu Sportowego na najlepszego sportowca Polski. Dostał od kibiców 258 201 głosów.
W tamtym sezonie Łaciak pojechał jeszcze do Tauplitz. W rozgrywanych tam zawodach zajął 6. miejsce, skacząc 122 m, 112 m, 118 m i 123 m. Ta ostatnia odległość była rekordem Polski, jednak została w tym samym konkursie pobita przez Piotra Walę. Na zakończenie sezonu wystąpił w Skandynawii. W Finlandii zajął 6. miejsce, a w Szwecji 7.

### 1962/1963
Turniej Czterech Skoczni rozpoczął od 13. miejsca w Oberstdorfie. Potem był 19. w Innsbrucku, 8. w Ga-Pa i 13. w Bischofshofen. Wyniki te dały mu najwyższe w karierze, 7. miejsce w klasyfikacji generalnej. Łącznie zdobył 759,9 pkt.
Po powrocie z wojska podjął pracę w „Energoaparaturze” w Buczkowicach, nadal będąc członkiem kadry narodowej. W łącznej klasyfikacji dwóch konkursów skoków (w Wiśle i Szczyrku) zajął 2. miejsce. Był pierwszy w Le Brassus w Szwajcarii. Ustanowił rekord tamtejszej skoczni i uplasował się przed Norwegami Torbjørnem Yggesethem i Torgeirem Brandtzægiem. W Memoriale Bronisława Czecha i Heleny Marusarzówny był drugi, za Piotrem Walą. Zajmował czołowe lokaty w zawodach na Śląsku. Został mistrzem Polski na skoczni K-70, ex aequo z Ryszardem Witkem i wicemistrzem na obiekcie K-90, przegrywając z Walą.

### 1963/1964

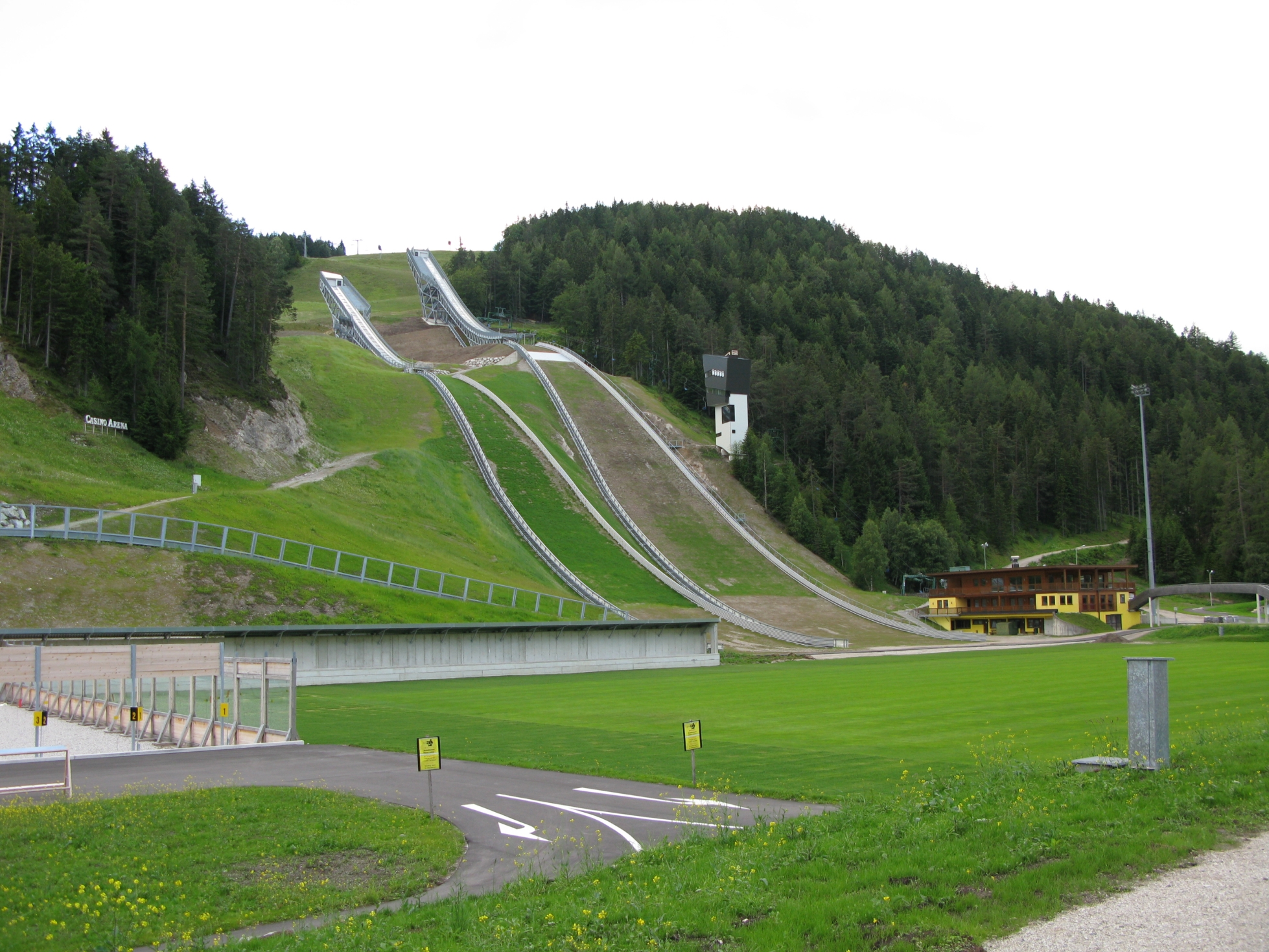
Skocznia Toniego Seelosa w Seefeld in Tirol, na której Łaciak na IO 1964 zajął 34. pozycję

W Turnieju Czterech Skoczni uplasował się na 39. lokacie w Oberstdorfie, 11. w Garmisch-Partenkirchen, 17. w Innsbrucku i 59. w Bischofshofen.
Następnie pojechał na Igrzyska Olimpijskie 1964 do Innsbrucku. Wystąpił na nich po kontuzji. Według jednego źródła był chorążym polskiej ekipy podczas ceremonii otwarcia (według innych przekazów był to Jerzy Wojnar). Łaciak był 34. na skoczni normalnej (72,5 m, 74 m i 71 m z notą 194,3 pkt.).

### 1965/1966
W 14. Turnieju Czterech Skoczni został sklasyfikowany na 54. miejscu, z notą 630,3 pkt. W Oberstdorfie był 20, a w Ga-Pa 66. 66. był także w Innsbrucku. Turniej zakończył na 73. pozycji w Bischofshofen.
W mistrzostwach Polski na skoczni w Wiśle-Malince zajął 6. pozycję. Jeszcze przez kilka lat okazjonalnie uczestniczył w lokalnych zawodach.

### Po zakończeniu kariery

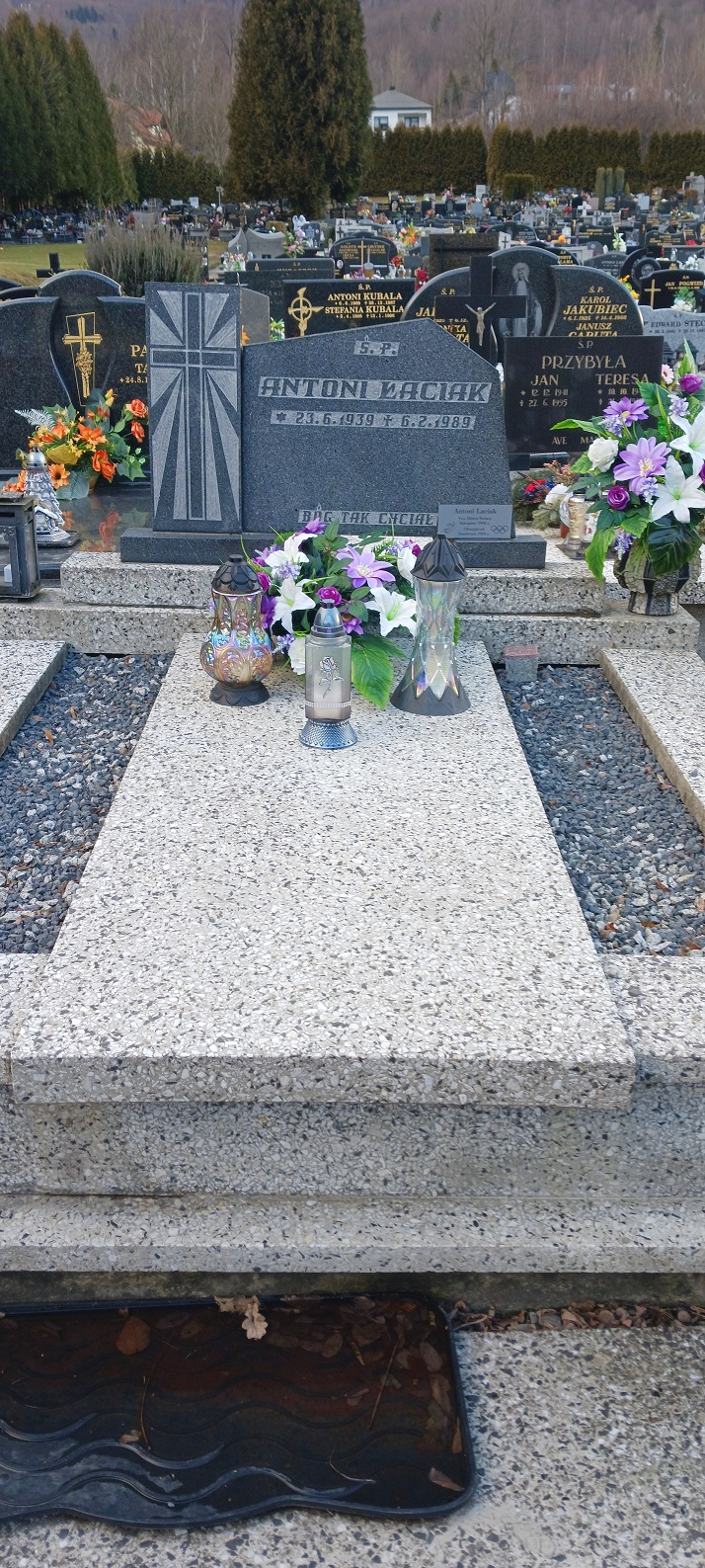
Grób olimpijczyka Antoniego Łaciaka w Szczyrku

Łaciak zakończył karierę w 1975 roku. Powodem wycofania się ze sportu były gorsze wyniki, coraz większe kłopoty ze zdrowiem, a zwłaszcza z kręgosłupem oraz założenie rodziny. Łaciak zajął się budową domu. Trwała ona około dziesięciu lat. Potem zajmował się skoczniami narciarskimi w rejonie Szczyrku i innymi obiektami sportowymi tej miejscowości, już jako pracownik szczyrskiego COS-u (był kierownikiem obiektów sportowych). Otrzymał tytuł Mistrza Sportu.

### Śmierć
Z czasem kłopoty z kręgosłupem nasiliły się. Powodem były przeciążenia w treningu z ciężarami. Wtedy też przeszedł na rentę. Byłym skoczkiem zajmował się dr Smolik, lekarz sportowy. Łaciak zachorował potem na chorobę wieńcową. Lekarze w 1989 roku namówili go na operację serca, która odbyła się w szpitalu w Katowicach–Ochojcu, w szpitalu kardiologiczno-chirurgicznym. Operował go prof. Bochenek. Operacja trwała około 24 godzin i zakończyła się 6 lutego. Serce po odłączeniu aparatury nie podjęło pracy. Łaciak zmarł.
Obecnie co roku organizowane są zawody w skokach narciarskich o Memoriał Olimpijczyków ze Szczyrku: Antoniego Wieczorka, Antoniego Łaciaka, Józefa Huczka i Stefana Przybyły. Ich organizatorem jest Stowarzyszenie Rekreacyjno-Sportowe „Sokół” w Szczyrku. W 1992 w Szczyrku otwarto skocznię Antoś, nazwaną tak na cześć Antoniego Łaciaka i Antoniego Wieczorka, o punkcie konstrukcyjnym umiejscowionym na 15 m.

## Osiągnięcia

### Igrzyska olimpijskie

#### Indywidualnie
| 1964 Innsbruck | – | 34. miejsce (K-70) |

#### Starty naigrzyskach olimpijskich
| Miejsce | Dzień       | Rok  | Miejscowość      | Skocznia                   | Punkt K | Skok 1 | Skok 2 | Skok 3 | Nota      | Strata   | Zwycięzca        |
| ------- | ----------- | ---- | ---------------- | -------------------------- | ------- | ------ | ------ | ------ | --------- | -------- | ---------------- |
| 34.     | 31 stycznia | 1964 | Seefeld in Tirol | Toni-Seelos-Olympiaschanze | K-72,5  | 72,5 m | 74,0 m | 71,0 m | 194,3 pkt | 35,6 pkt | Veikko Kankkonen |

### Mistrzostwa świata
- Indywidualnie

| 1962 Zakopane | – | srebrny medal (K-65), 6. miejsce (K-90) |

#### Starty na mistrzostwach świata
| Miejsce | Dzień     | Rok  | Miejscowość | Skocznia        | Punkt K | Skok 1 | Skok 2 | Skok 3 | Nota      | Strata   | Zwycięzca        |
| ------- | --------- | ---- | ----------- | --------------- | ------- | ------ | ------ | ------ | --------- | -------- | ---------------- |
| 2.      | 21 lutego | 1962 | Zakopane    | Średnia Krokiew | K-65    | 68,5 m | 64,5 m | 71,5 m | 222,5 pkt | 1,1 pkt  | Toralf Engan     |
| 6.      | 25 lutego | 1962 | Zakopane    | Wielka Krokiew  | K-90    | 97,0 m | 94,0 m | 94,5 m | 222,3 pkt | 19,1 pkt | Helmut Recknagel |

### Turniej Czterech Skoczni
| 10. Turniej Czterech Skoczni |                        |                        |               |       |
| Oberstdorf                   | Innsbruck              | Garmisch-Partenkirchen | Bischofshofen | klas. |
| 29                           | 39                     | 25                     | 35            | 27    |
| 11. Turniej Czterech Skoczni |                        |                        |               |       |
| Oberstdorf                   | Innsbruck              | Garmisch-Partenkirchen | Bischofshofen | klas. |
| 13                           | 19                     | 8                      | 13            | 7     |
| 12. Turniej Czterech Skoczni |                        |                        |               |       |
| Oberstdorf                   | Garmisch-Partenkirchen | Innsbruck              | Bischofshofen | klas. |
| 39                           | 11                     | 17                     | 59            | 24    |
| 14. Turniej Czterech Skoczni |                        |                        |               |       |
| Oberstdorf                   | Garmisch-Partenkirchen | Innsbruck              | Bischofshofen | klas. |
| 20                           | 66                     | 66                     | 73            | 54    |

### Sukcesy krajowe
- mistrz Polski w skokach[2]:
  - na skoczni 70 m (1963)
- wicemistrz Polski w skokach[2]:
  - na skoczni 90 m (1963)

### Inne
- Memoriał Bronisława Czecha i Heleny Marusarzówny – 2. miejsce w skokach (1963)[5]